# Open Embedded Software Foundation
Open Embedded Software Foundation（OESF）とは、2009年2月11日に設立された日本の一般社団法人である。所在地は東京都新宿区。

## 概要
OESFは、携帯電話用ソフトウェアのプラットフォームであるAndroidを、携帯電話以外の様々な組み込みシステムで応用するための各種活動を通じて、市場の発展と会員企業の事業拡大を目的として設立された団体である。Androidに関わる事業に携わる企業によって構成され、技術情報の共有、フレームワークやプラットフォームの共同開発、技術者の育成、共同マーケティングなどの活動を行っている。
OESFの成果は、Apache License 2.0に基づいて会員企業以外にも公開するとしている。2009年11月30日には、Android 1.5をベースとした各種組み込みシステム向けの拡張プラットフォームであるOESF Embedded Master 1（コードネームBlueberry）を会員向けに公開開始。2010年2月に一般企業にも公開する予定としている。
なお、Open Handset Allianceとの直接的な関係はない。

## 対象業種・機器
- セットトップボックス
- VoIP機器
- 各種デジタル家電
- カーナビゲーション
- デジタルサイネージ
- ヘルスケア商品